# Georg Philipp Telemann

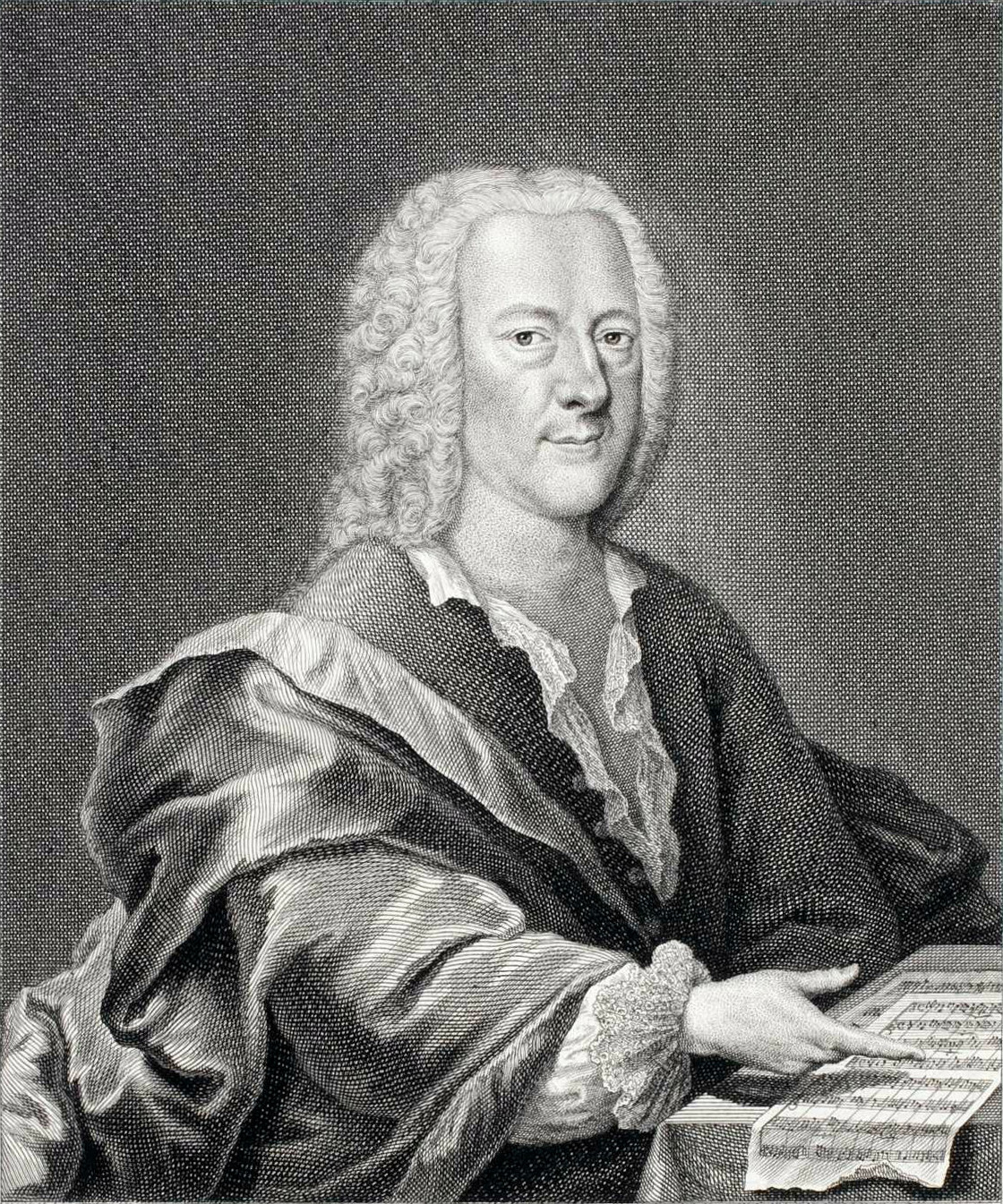
Een ander portret van Telemann (1746)

Georg Philipp Telemann (Maagdenburg, 24 maart 1681 – Hamburg, 25 juni 1767) was een Duits barokcomponist, dirigent en organist en vermoedelijk de meest productieve componist in de geschiedenis.

## Levensloop

### Jeugd en opleiding
Georg Philipp Telemann was de zoon van de Diaconus aan de Heilig-Geist-Kerk Heinrich Telemann en zijn echtgenote Maria Haltmeier.
Telemann kreeg zijn muzikale opleiding van de Maagdenburgse organist en cantor Benedikt Christiani. Zijn vader was vroeg overleden en zijn moeder wilde zijn muzikale neigingen onderdrukken. Zij stuurde hem in 1698 naar het gymnasium te Hildesheim, maar daar werd zijn muzikaal talent opnieuw bevorderd. Telemann mocht zelfs de organist en cantor van de Sankt Godehardkerk te Hildesheim vervangen en kon in Braunschweig en Hannover aan opera-uitvoeringen deelnemen. Op wens van zijn moeder ging hij 1701 naar Leipzig om aan de universiteit rechten te studeren. Op weg naar Leipzig kwam hij in Halle in contact met de jonge Georg Friedrich Händel. Zij werden goede vrienden.
Al spoedig schreef Telemann cantates voor de Leipziger Thomaskirche en besloot componist te worden. In 1702 stichtte hij een Collegium musicum met studenten, waarvoor hij openbare concerten organiseerde. In hetzelfde jaar werd hij tot artistiek directeur van de Opera van Leipzig benoemd en begon hij aan zijn eerste opera's. Verder was hij als organist en muziekdirecteur aan de Nieuwe Kerk te Leipzig werkzaam.
In 1705 werd hij kapelmeester in Sorau (Zary) aan het hof van Graaf Erdmann II von Promnitz. In Sorau maakte hij kennis met Erdmann Neumeister, van wie hij later teksten als grondslag voor composities gebruikte en die hij in Hamburg zou weerzien. In 1706 werd hij Hofkapelmeester aan het hof van Hertog Johan Willem van Saksen-Eisenach. In Eisenach leerde hij Johann Sebastian Bach kennen.

### Kapelmeester aan deBarfüßer-und Katharinen-Kirche(1712-1721)
In 1712 werd Telemann benoemd tot kapelmeester aan de Barfüßer- und Katharinen-Kirche in Frankfurt aan de Main, waar hij spoedig tot stedelijk muziekdirecteur benoemd werd. Later dirigeerde hij het Collegium musicum van het gezelschap «Frauenstein», waarvoor hij orkest- en kamermuziek componeerde en wekelijks concerten organiseerde. De negen jaren in Frankfurt aan de Main markeren een vruchtbare en belangrijke periode. Hier ontstonden vele kerkmuziekwerken, vooral de cantates en de Brockes-Passion. In 1714 hertrouwde Telemann met Maria Katharina Textor uit Frankfurt. Toen zij er later vandoor ging met een Zweedse officier - een kinderrijk gezin en grote schulden achterlatend, als gevolg van deelname aan een loterij - werd er in Hamburg een collecte voor Telemann gehouden.

### Verblijf in Hamburg (1721-1767)
In 1721 vertrok hij naar Hamburg en werd opvolger van Johann Gerstenbüttel als organist en cantor aan het Johanneum en muziekdirecteur van de vijf evangelisch-lutherse hoofdkerken van de Hanzestad - alleen niet van de rooms-katholieke St. Marien-Dom. Telemann leefde en werkte het grootste deel van zijn leven in Hamburg. Hij herstelde er het door Matthias Weckmann gestichte Collegium musicum. In 1722 werd hij de opvolger van Reinhard Keiser als artistiek leider van de Hamburgse Opera aan de Gansenmarkt, waarvoor hij 25 opera's gecomponeerd heeft en die onder hem nieuwe hoogtepunten beleefde.
Telemann was tijdens zijn leven de beroemdste in Duitsland levende componist en musicus. Zijn grote oeuvre omvat naast opera's, veel kerkmuziek, waaronder cantates, oratoria, passiemuziek, motetten en psalmen, alsook een groot aantal (meer dan 1000) instrumentale werken, zowel kamermuziek als orkestmuziek. Slechts een klein deel van al dit werk is bewaard gebleven. Zijn petekind Carl Philipp Emanuel Bach volgde hem op als muzikaal directeur van de vijf stadskerken.
Telemann heeft nieuwe koorwerken voor verschillende geestelijke en wereldlijke gebeurtenissen geschreven. Van 1716 tot 1766 schreef hij rond 1200 kerkcantates, 23 passiemuzieken, vijf passieoratoria, dertien psalmmuzieken, negen wereldlijke cantates en serenades, negen kapiteinsmuzieken, dertien motetten en zes missen.
Hij was een tijdgenoot van Johann Sebastian Bach, die inmiddels beschouwd wordt als de 'grotere' componist, terwijl Telemann tijdens zijn leven als belangrijker werd beschouwd. Ter vergelijking met Bach kan men stellen dat Telemann liever het applaus dan de verbazing van zijn publiek oogstte.

## Composities
Telemann is volgens het Guinness Book of Records de productiefste componist aller tijden geweest, met meer dan 3000 werken op zijn naam. Hij heeft naar schatting meer noten geschreven dan Johann Sebastian Bach en Georg Friedrich Händel samen.